# متحف نيكولا تسلا التقني
متحف نيكولا تيسلا التقني (بالكرواتية: Tehnički muzej Nikola Tesla) هو متحف تكنولوجي تأسس المتحف عام 1954 يقع في مدينة زغرب في كرواتيا، والذي يجمع ويعرض الأجهزة العلمية والتقنية المستخدمة في تاريخ البلاد. يعرض العديد من الطائرات والسيارات والآلات والمعدات التاريخية.

## تاريخه
تأسس المتحف عام 1954، وتم افتتاحه بشكل رسمي للجمهور في 14 يناير 1963 في شارع سافسكا. كان مبتكر مفهوم ووجود هذا المتحف هو Božo Težak [الإنجليزية]، الذي اصبح أستاذاً في كلية العلوم بجامعة زغرب.
عام 2012 استقبل المتحف 125 ألف زائر. وفي عام 2013 استقبل المتحف أكثر من 118 ألف زائر، وكان المتحف الأكثر زيارة في كرواتيا. مع 141 ألف زائر في عام 2018، كان المتحف السابع الأكثر زيارة في كرواتيا. في يونيو 2015 قررت جمعية مدينة زغرب إعادة تسمية المتحف التقني باسم نيكولا تيسلا .

## المميزات

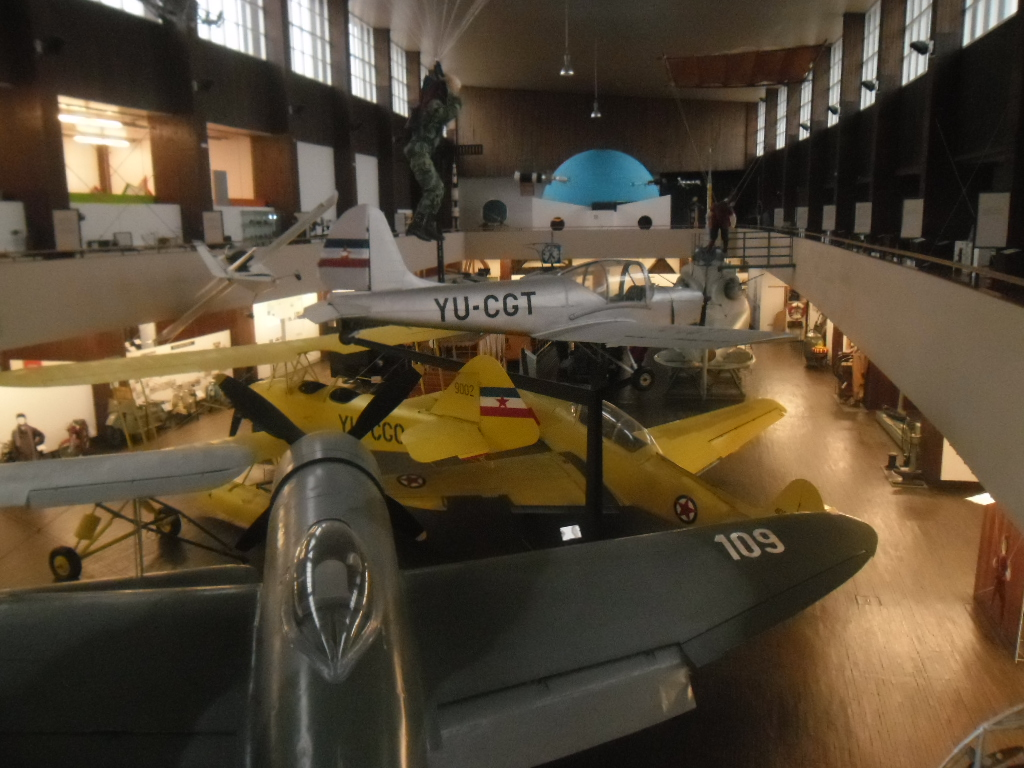
جزء من المتحف الذي يعرض الطائرات المقاتلة المصنعة والمستخدمة في الحقبة الاشتراكية في كرواتيا.

ويحتفظ المتحف بأقدم محرك بخاري محفوظ في المنطقة، ويرجع تاريخه إلى منتصف القرن التاسع عشر، ولا يزال قيد التشغيل.هناك أقسام مختلفة ومتميزة في المتحف منها:
- القبة السماوية،[8] كان يديرها أنتي رادونيتش
- معرض خلية النحل[8]
- المنجم نموذج لمناجم الفحم والحديد والمعادن غير الحديدية حوالي 300 م (980 قدم) طويل[8]
- دراسات نيكولا تيسلا.[8]

ينظم المتحف معارض تعليمية ودراسية وإعلامية وعرضية ومحاضرات وحلقات نقاش حول العلوم الشعبية، بالإضافة إلى غرف اللعب وورش العمل.

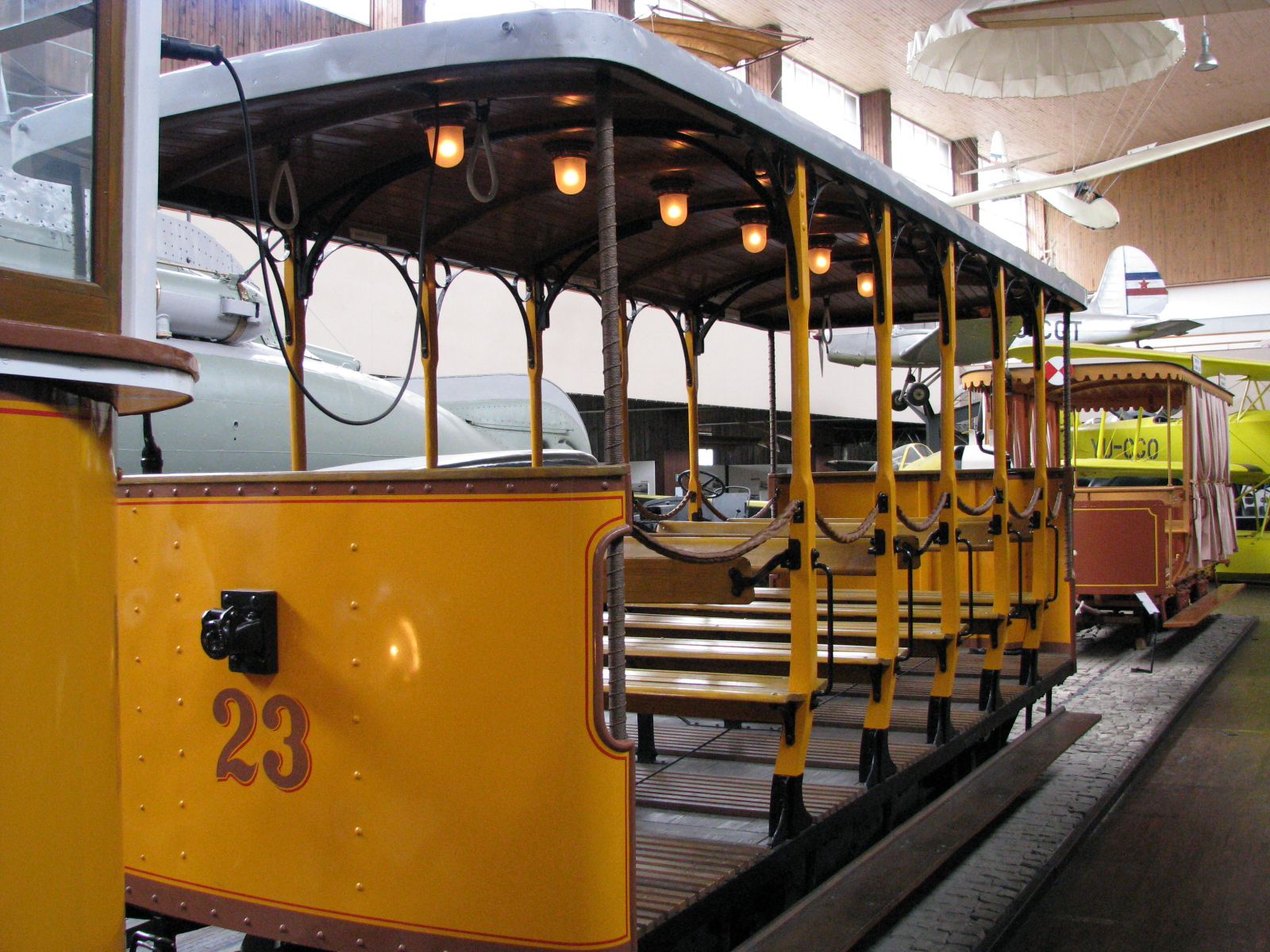
نموذج الترام تاريخي يستخدم في دوبروفنيك
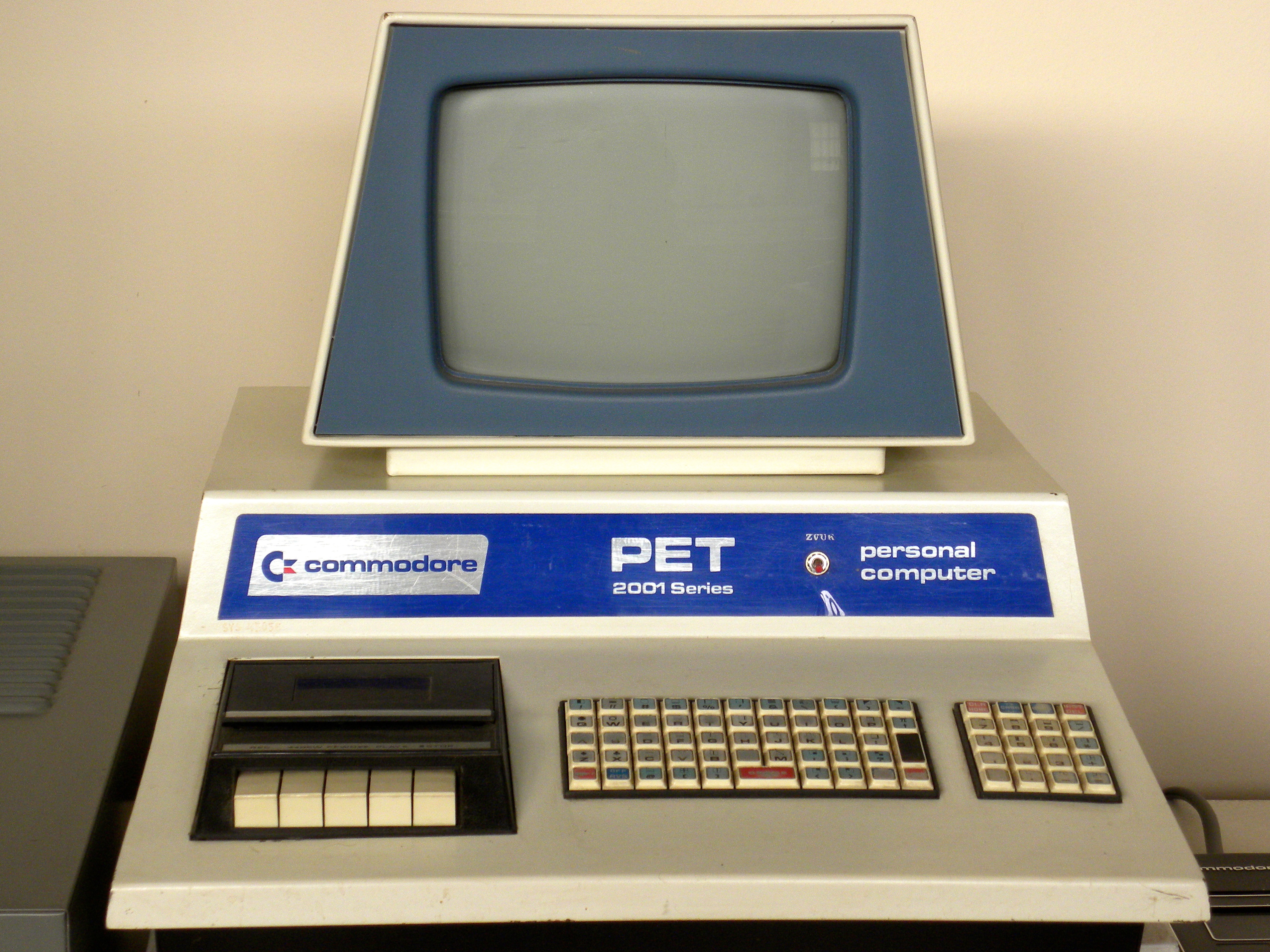
كومودور بيت 2001، هو كمبيوتر شخصي ذكي تم تطويره في عام 1977
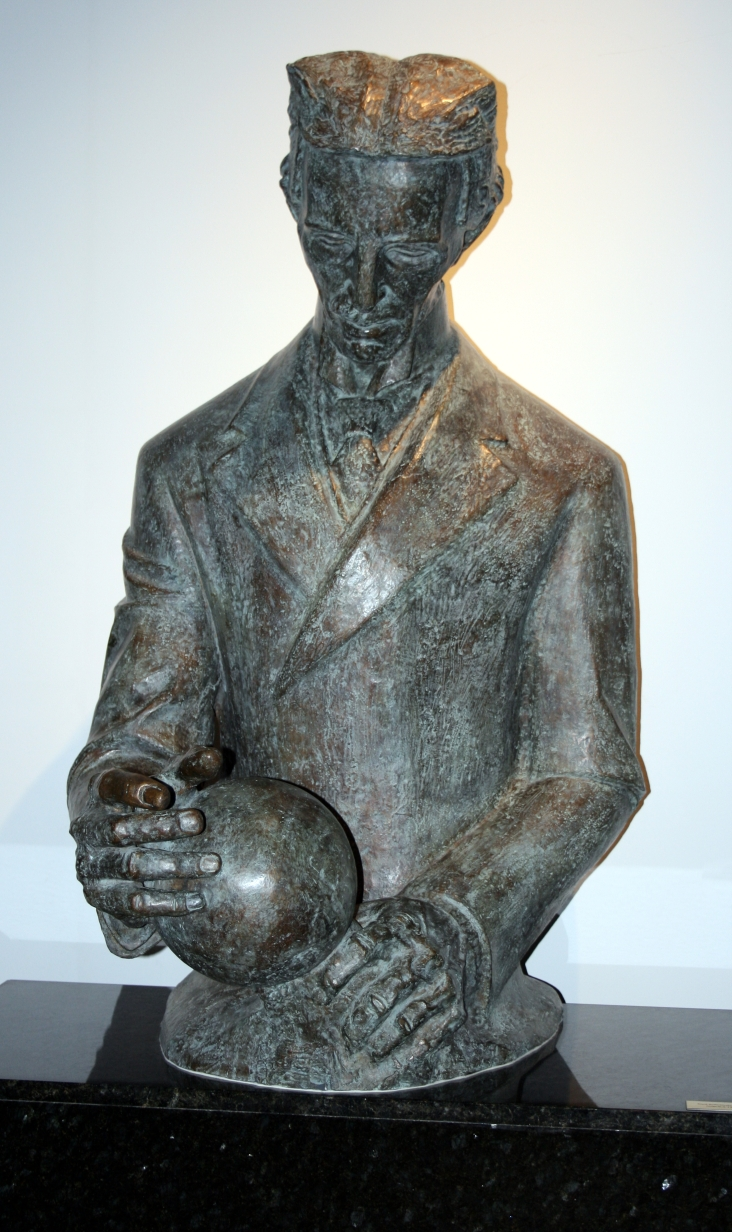
تمثاللنيكولا تيسلا
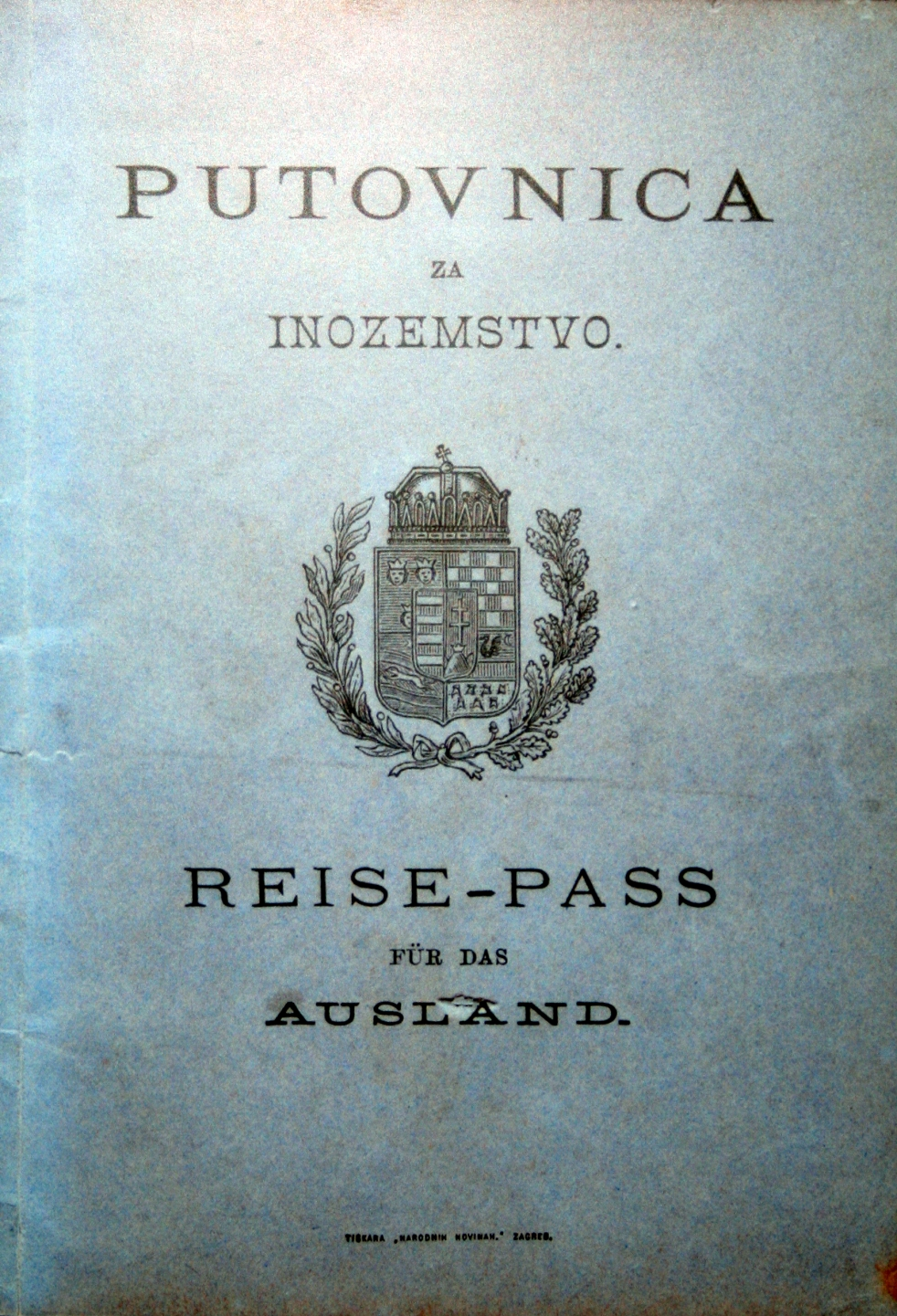
بوتوفنيكا نيكولا تيسلا
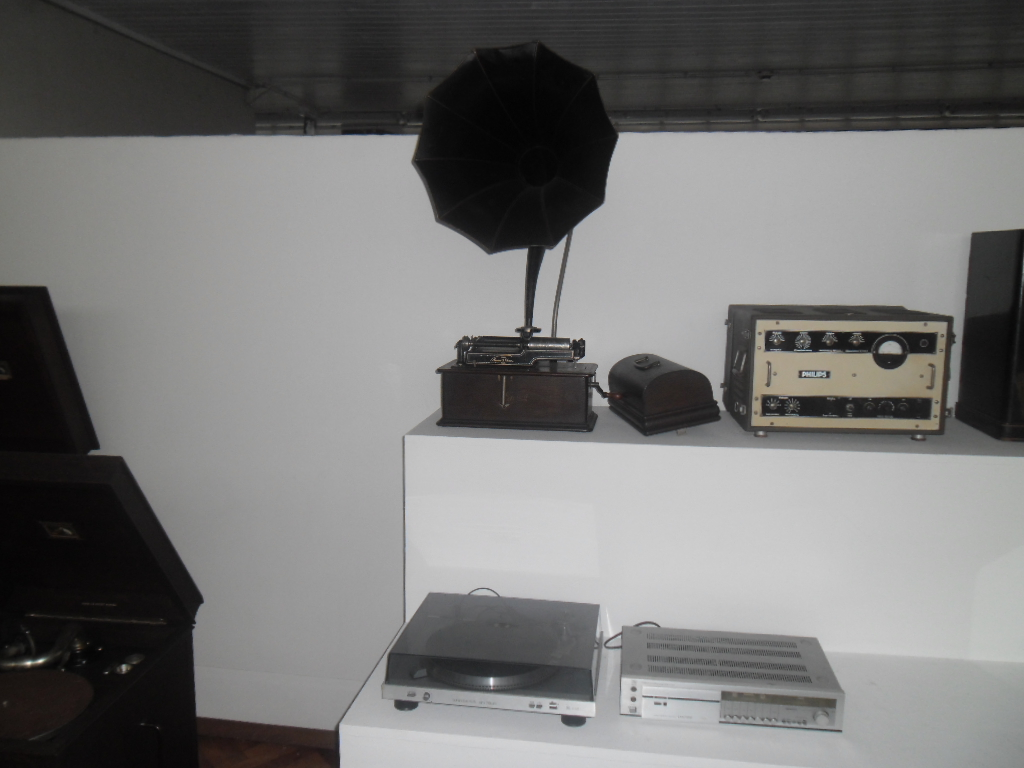
يتم العرضجرامافون ومشغل فينيل راديو.
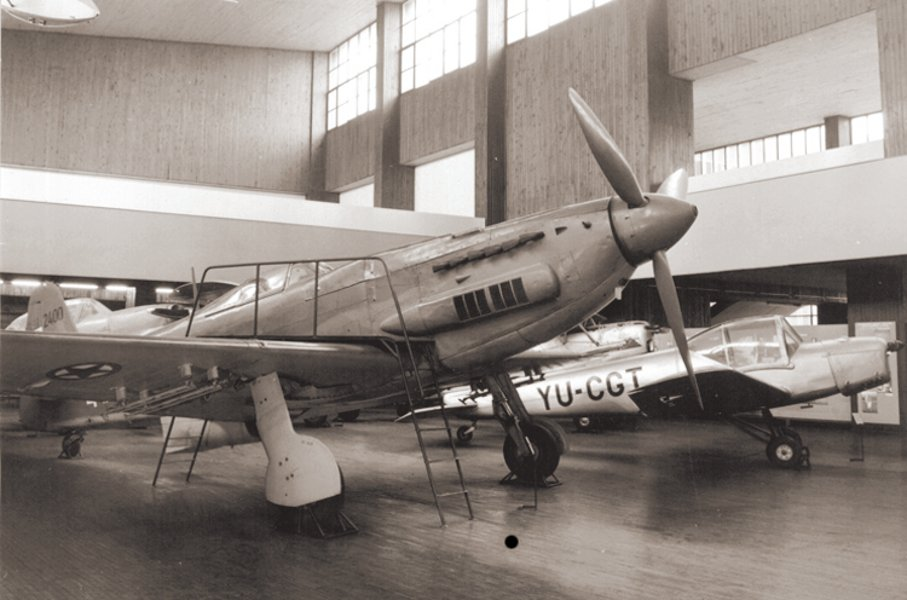
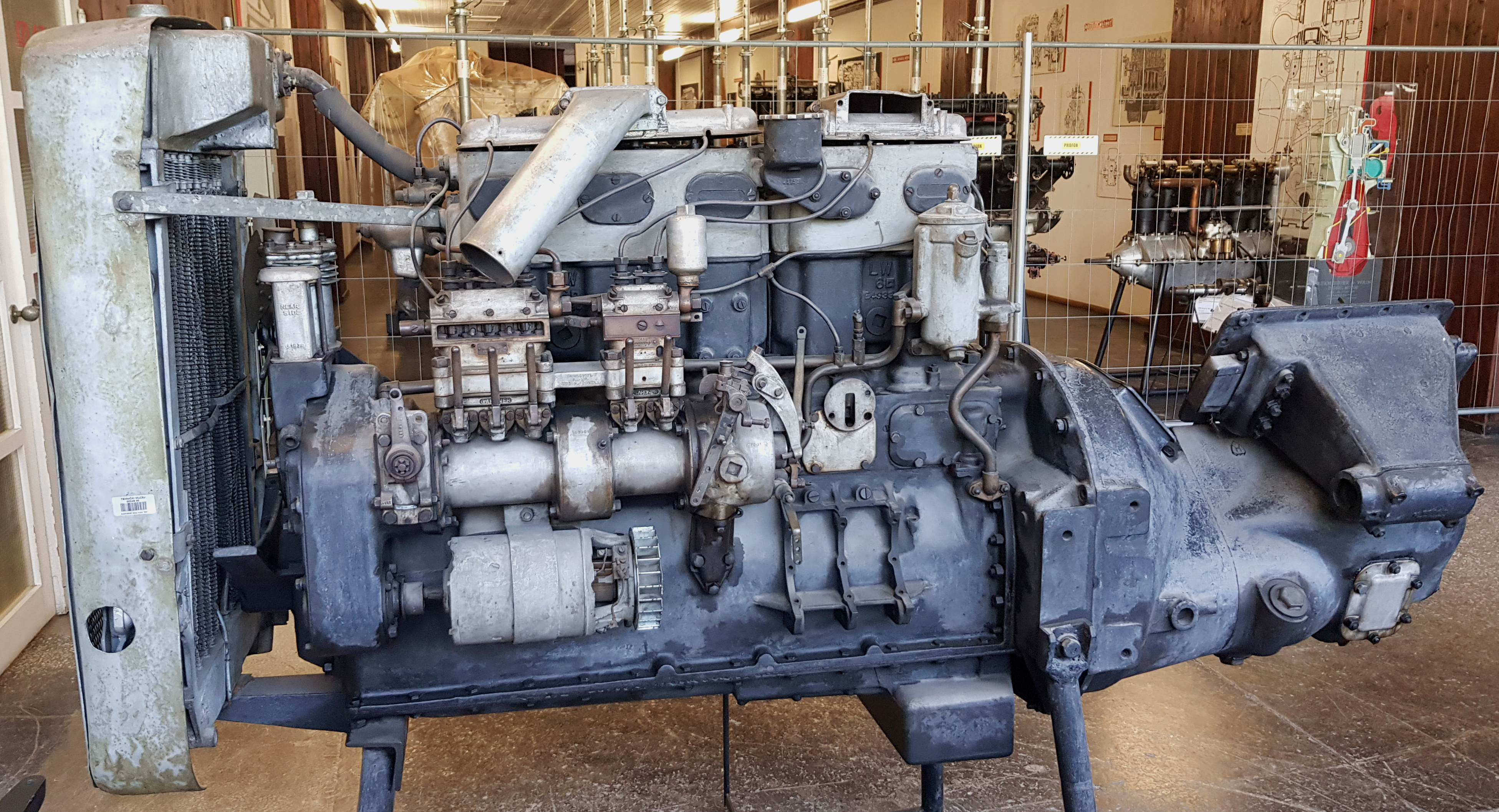
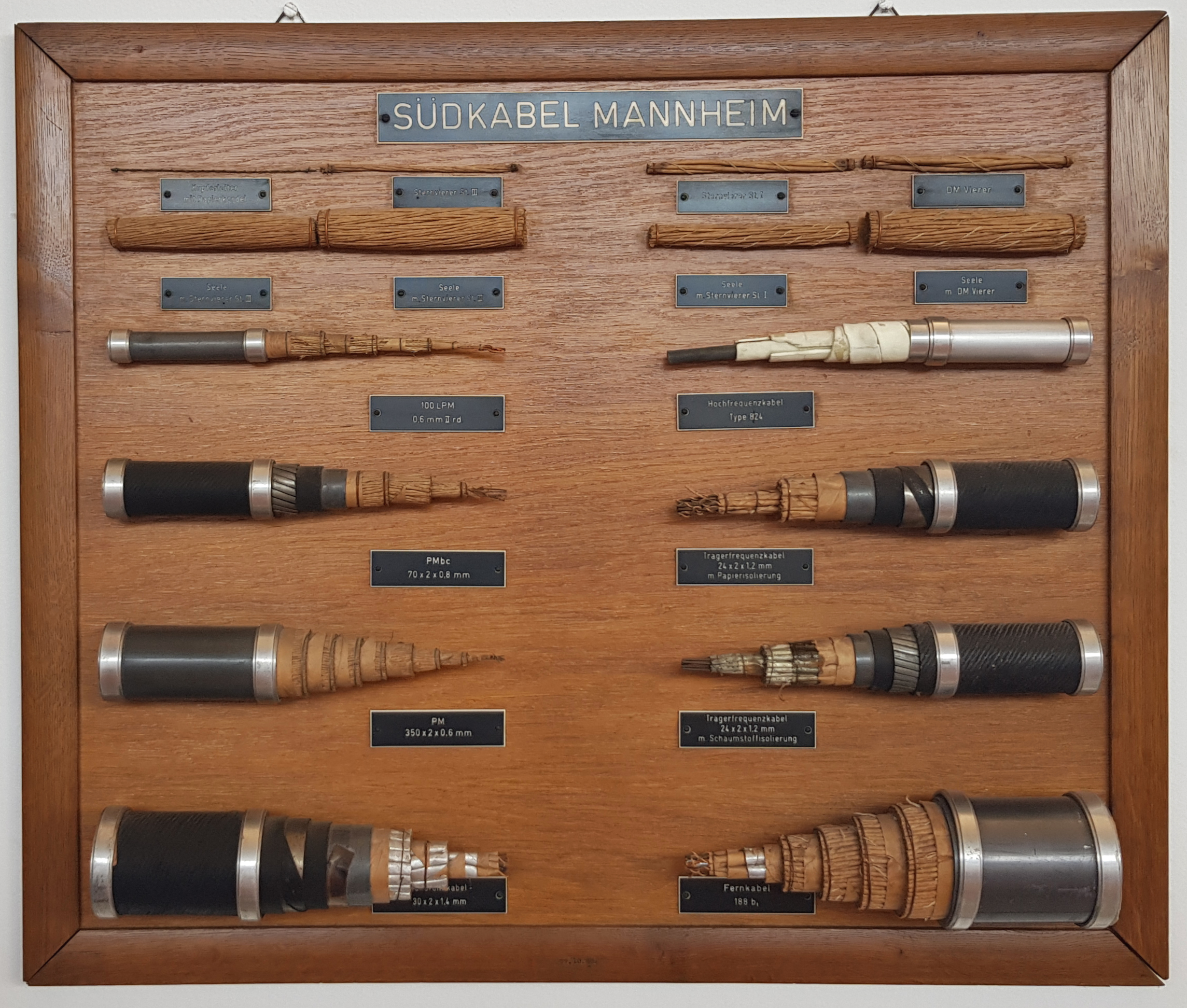
مجموعة الكابلات التي عرضتها شركة Südkabel، مانهايم قبل عام 1970
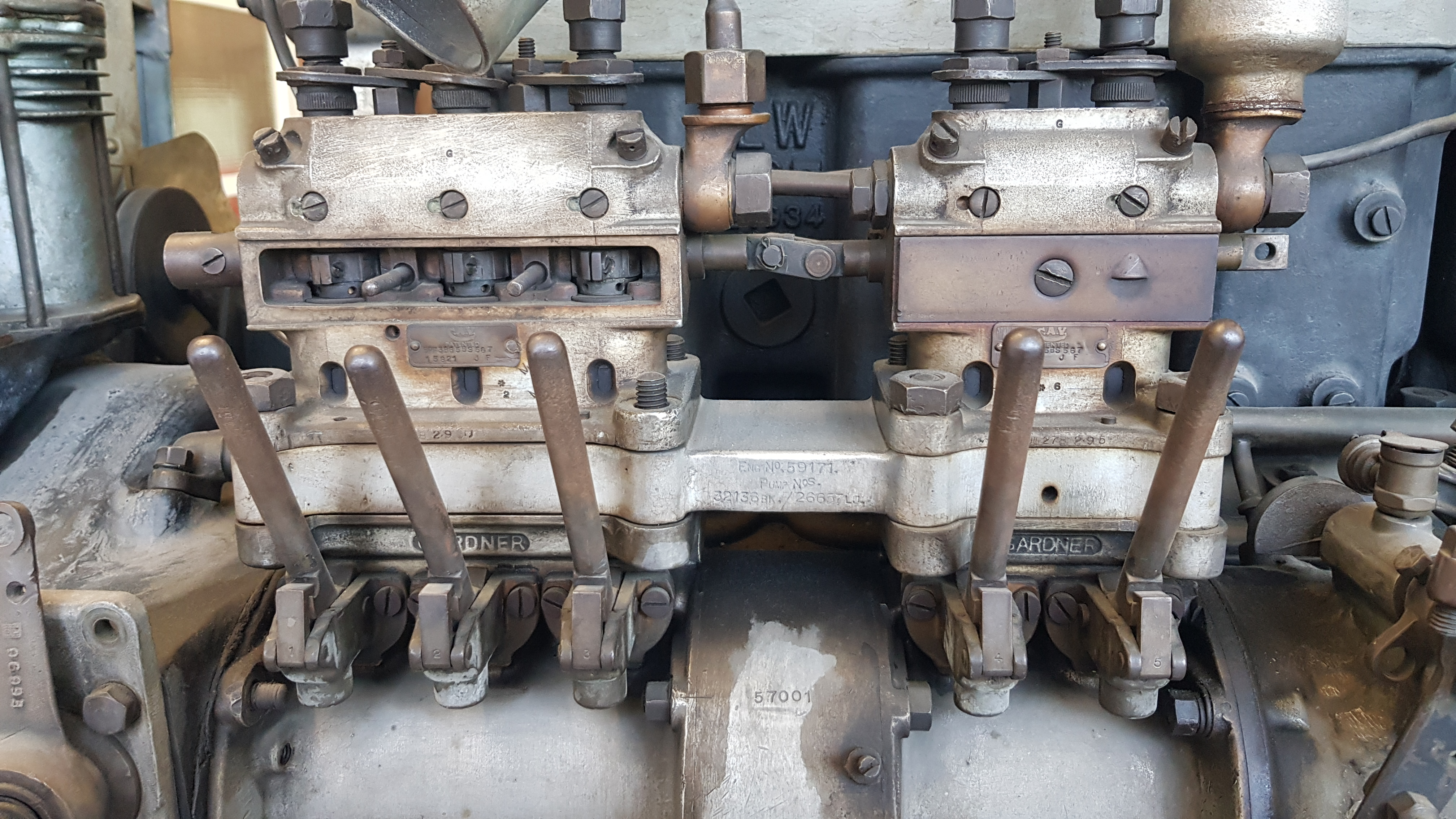
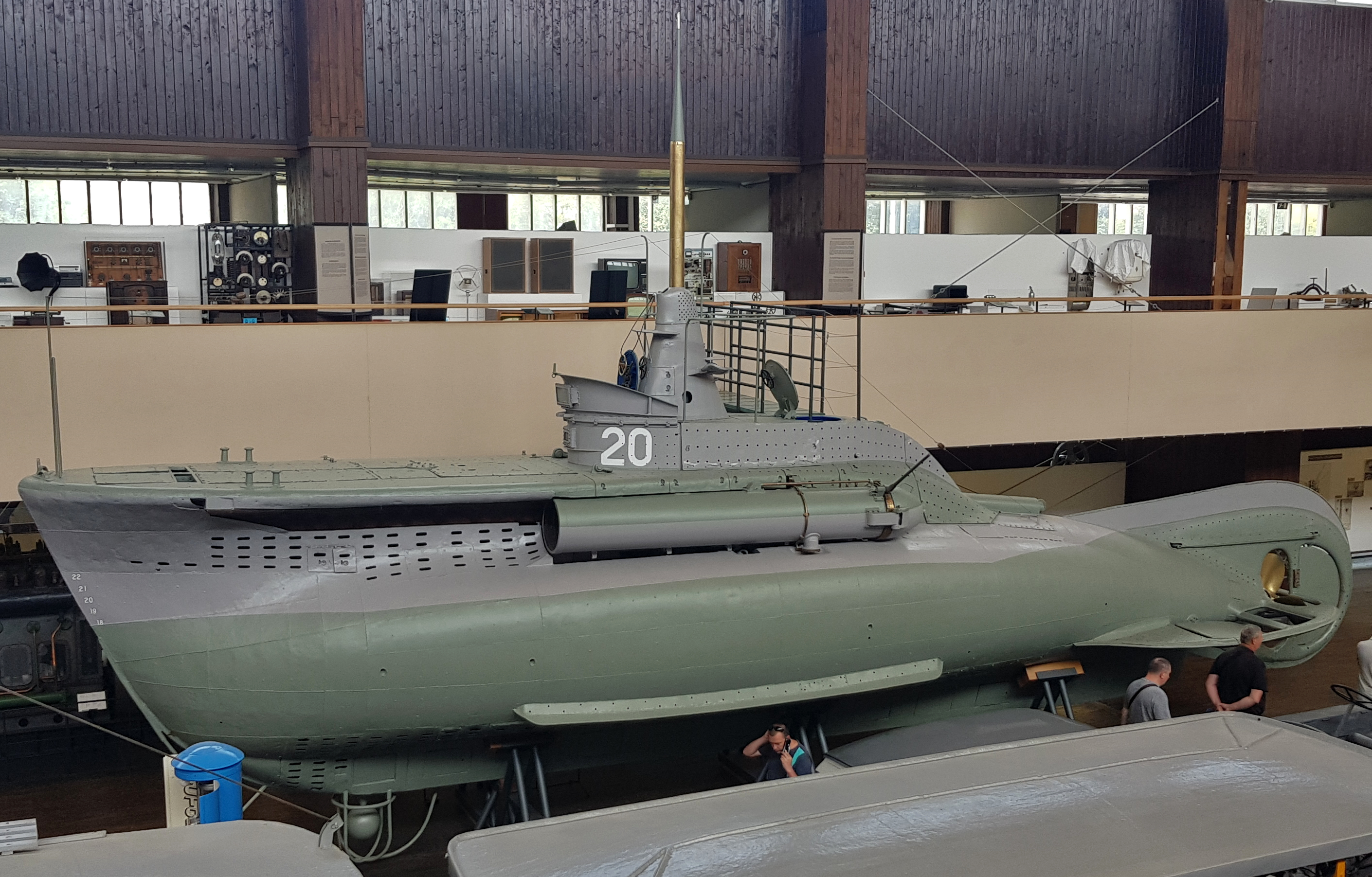

## الروابط الخارجية
- المتحف الفني في مركز توثيق المتحف الكرواتي
- الموقع الرسمي